# Oliver Hermanus
Oliver Hermanus (ur. 26 maja 1983 w Kapsztadzie) – południowoafrykański reżyser i scenarzysta filmowy. Jego twórczość najczęściej obraca się wokół tematu wypieranej tożsamości nieheteronormatywnej oraz uprzedzeń obecnych dawniej i współcześnie w RPA.

## Życiorys
Wykształcenie filmowe zdobył na Uniwersytecie Kapsztadzkim, a następnie - dzięki prywatnemu stypendium - w London Film School. Fabularnym debiutem Hermanusa była Shirley Adams (2009), opowieść o samotnej matce opiekującej się sparaliżowanym synem, który stracił władanie w nogach w wyniku strzelaniny.
Najgłośniejszym filmem reżysera było Piękno (2011), zaprezentowane w sekcji "Un Certain Regard" i wyróżnione nagrodą Queerowej Palmy na 64. MFF w Cannes. Był to zaledwie piąty obraz z RPA pokazany w selekcji tego festiwalu od początku jego historii, a przy tym pierwszy z dialogami w języku afrykanerskim. W sposób brutalnie dosłowny film ten opowiadał o zakazanej fascynacji żonatego mężczyzny w średnim wieku w stosunku do młodego i przystojnego bratanka.
Kolejny film Hermanusa, Rzeka bez końca (2015), startował w konkursie głównym na 72. MFF w Wenecji i poświęcony był żałobie dwojga głównych bohaterów. Jego czwarta fabuła, Moffie (2019), zaprezentowana została premierowo w sekcji "Horyzonty" na 76. MFF w Wenecji. Obraz opowiadał o chłopaku odbywającym obowiązkową służbę wojskową w latach 80. w RPA i starającym się ukryć swoją prawdziwą tożsamość seksualną.